# Poustagnac
Le ruisseau de Poustagnac est un cours d'eau qui traverse le département des Landes et un affluent droit de l'Adour dans le bassin versant de celui-ci.

## Géographie
D'une longueur de 15,9 kilomètres, il prend sa source sur la commune de Herm (Landes) (Landes), à l'altitude 65 mètres.
Il coule du nord vers le sud, traverse le lac de Christus et se jette dans l'Adour à Saint-Paul-lès-Dax (Landes), à l'altitude 10 mètres.

## Communes et canton traversés
Dans le département des Landes, le ruisseau de Poustagnac traverse deux communes et un canton, dans le sens amont vers aval : Herm (source) et Saint-Paul-lès-Dax (confluence).
Soit en termes de cantons, le ruisseau de Poustagnac prend source et conflue dans le canton de Dax-Nord.

## Affluents
Le ruisseau de Poustagnac a trois affluents référencés :
- le ruisseau de Candale (rg), 7,3 km sur Herm et Saint-Paul-lès-Dax ;
- le ruisseau de Mollevielle (rd), 7,2 km sur Herm, Magescq et Saint-Paul-lès-Dax ;
- le ruisseau de Latine (rd), 1,3 km sur Saint-Paul-lès-Dax.